# Edward Robinson (erudit)
Edward Robinson (10 d'abril de 1794 - 27 de gener de 1863) va ser un erudit bíblic estatunidenc. Va estudiar als Estats Units i Alemanya, un centre d'estudis bíblics i d'exploració de la Bíblia com a història. Va traduir obres de llengües clàssiques, així com traduccions alemanyes. El seu Greek and English Lexicon of the New Testament (1836; última revisió, 1850) es va convertir en una autoritat estàndard als Estats Units, i va ser reimprès diverses vegades a Gran Bretanya.
El seu treball en geografia bíblica i arqueologia bíblica realitzat a la Palestina otomana al final de la dècada de 1830 i 1850, li va valer els epítet «Pare de la Bíblia Geografia» i «Fundador de la Palestinologia moderna».

## Biografia
Robinson va néixer a Southington (Connecticut) i va créixer en una granja. El seu pare era ministre a l'Església congregacional de la ciutat durant quatre dècades. El jove Robinson va ensenyar a les escoles d'East Haven i Farmington (Connecticut), en 1810-11, per obtenir diners per a la universitat. Va assistir a Hamilton College, a Clinton, on hi era professor el seu oncle matern, Seth Norton. Es va graduar en 1816.
El 1821 va anar a Andover (Massachusetts), on va publicar la seva traducció de llibres i-ix, xviii i xix de la Ilíada. Allí va ajudar a Moses Stuart en la preparació de la segona edició (1823) de la Hebrew Grammar. d'aquest últim. Va traduir a l'anglès (1825) la Clavis Philologica Novi Testamenti de Wahl.
Robinson va anar a Europa per estudiar llengües antigues, principalment a Halle i Berlín (1826-30). Mentre estava a Halle, el 1828 es va casar amb l'escriptora alemanya Therese Albertine Luise. Després que la parella tornés als Estats Units, Robinson va ser nomenat professor extraordinari de literatura sagrada al Seminari Teològic d'Andover (1830-33).
Robinson va fundar el Biblical Repository (1831), que va editar durant quatre anys. També va establir la Bibliotheca Sacra (1843), que es va fusionar amb la Biblical Repository. Va passar tres anys a Boston treballant en un lèxic de les escriptures gregues.
La malaltia va provocà que es traslladés a la ciutat de Nova York. Va ser nomenat professor de literatura bíblica al Union Theological Seminary, on va servir des de 1837 fins a la seva mort.

## Exploració de Palestina

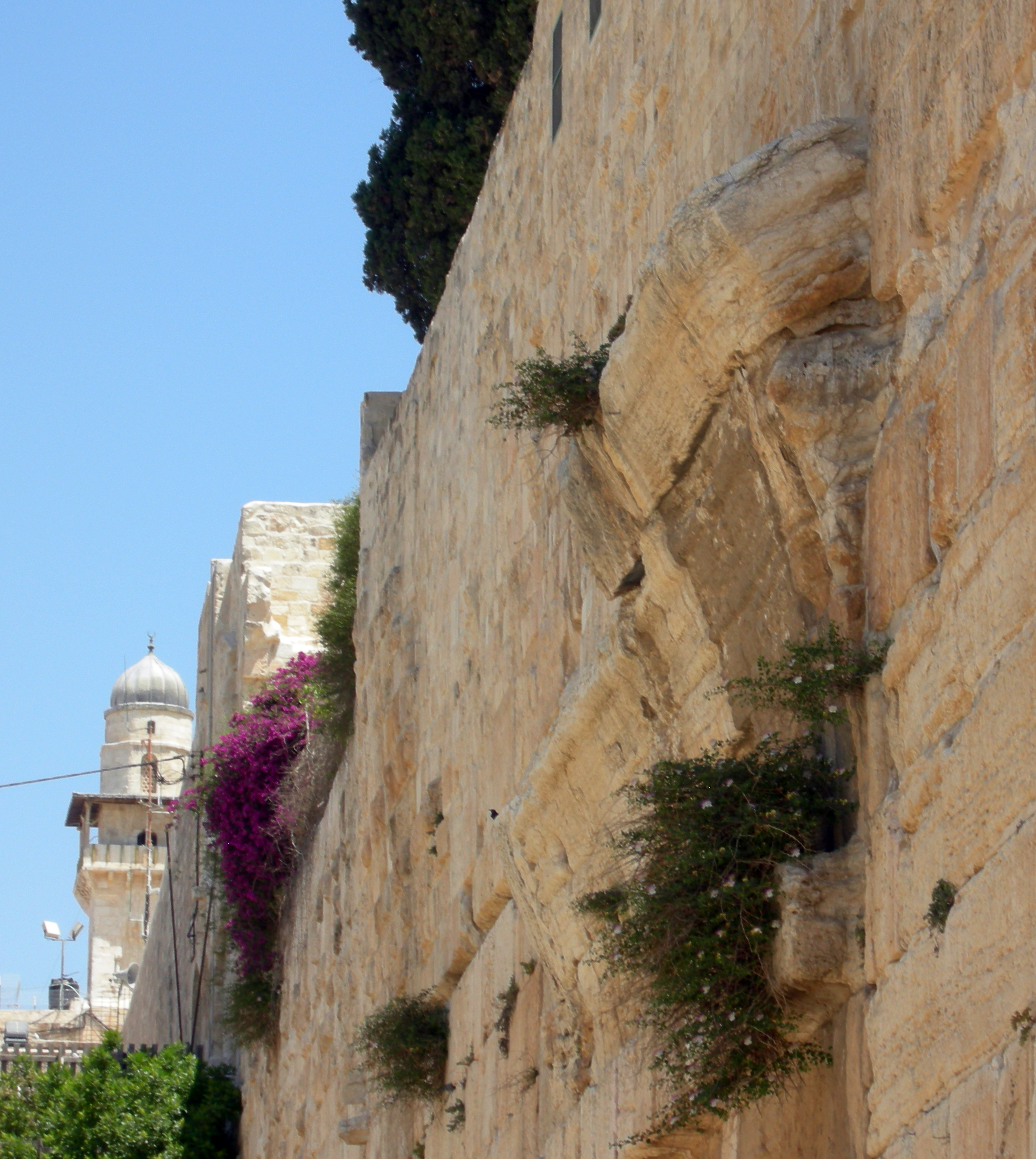
L'arc de Robinson, al costat sud-oest de la muntanya del Temple, havia recolzat una escala que conduïa al temple.

El 1836 Robinson va publicar una traducció de la Hebrew Lexicon de Wilhelm Gesenius i un Lexicon del Nou Testament Grec.
Robinson va viatjar a Palestina el 1838 en companyia d'Eli Smith. Va publicar Biblical Researches in Palestine el 1841, per la qual va ser guardonat amb la Medalla d'Or de la Royal Geographical Society en 1842. Va ser elegit fellow de l'Acadèmia Americana de les Arts i les Ciències en 1847.
Robinson, junt amb Smith, va fer situacions d'identitats de llocs antics referits a la Bíblia. El seu treball va establir la seva reputació duradora com a "Fundador" de l'arqueologia bíblica i va influir molt en el futur treball de camp arqueològic. Exemples de les seves troballes a Jerusalem inclouen el túnel de Siloam i l'Arc de Robinson a la Ciutat Vella. aquest últim va ser nomenat en el seu honor.
Els dos homes van tornar a la Palestina Otomana el 1852 per a futures investigacions. El 1856, l'edició ampliada de Biblical Researches es va publicar simultàniament en anglès i alemany. Entre els que més tard van reconèixer la talla de Robinson, el 1941, G. Ernest Wright, va revisar l'enquesta pionera que figura en la de Nelson Glueck The Other Side of the Jordan, fa una comparació justa i un testimoniatge adequat: "Les exploracions de Glueck són insuperables, tret que siguin les d'Edward Robinson ".

## Obres publicades
- Dictionary of the Holy Bible for the Use of Schools and Young Persons (Boston, 1833)
- Greek and English Lexicon of the New Testament (1836; last revision, New York, 1850), basat en el Clavis Philologica Novi Testamenti de Christian A. Wahl.
- Biblical Researches in Palestine and Adjacent Countries (three volumes, Boston and London, 1841; German edition, Halle, 1841; second edition, enlarged, 1856, published in both English and German)
- Greek Harmony of the Gospels (1845; second edition, 1851)
- English Harmony of the Gospels (1846)
- Memoir of Rev. William Robinson, with some Account of his Ancestors in this Country (printed privately, New York, 1859) Es tracta d'un esbós del seu pare, que durant 41 anys va ser pastor de l'església congregacional a Southington (Connecticut).
- Physical Geography of the Holy Land (New York and London, 1865). Suplement del Biblical Researches, i editat per Mrs. Robinson després de la seva mort
- Revised editions of the Greek and English Harmonies, editat per Matthew B. Riddle, fou publicat en 1885 i 1886 després de la mort de Robinson.

Robinson va editar i traduir:
- Philipp Karl Buttmann, Greek Grammar (1823; third edition, 1851)
- Georg Benedikt Winer, Grammar of New Testament Greek (1825), with Moses Stuart
- Christian Abraham Wahl, Clavis Philologica Novi Testamenti (1825)
- Wilhelm Gesenius, Hebrew Lexicon of the Old Testament, including the Biblical Chaldee (1836; fifth edition, with corrections and additions, 1854)

Va revisar:
- Augustine Calmet, Dictionary of the Bible (Boston, 1832)